# Grammia moierra
Grammia moierra là một loài bướm đêm thuộc phân họ Arctiinae, họ Erebidae.